# Сектор А
Сектор «А» — район дій сил Збройних сил України, починаючи з весни 2014 року у Луганській області під час Війни на сході України. Угруповання сил Сектору «А» виконують завдання по відновленню контролю над всією територією Луганської області. В Секторі «А» відбувся ряд боїв проти військ Російської Федерації та Терористичних організацій. В зоні Сектору «А» протягом літнього наступу сил АТО були звільненні Щастя, Сєвєродонецьк, Лисичанськ, Рубіжне, Лутугине. Відбувся ряд боїв за Щастя, за Станицю Луганську, на Бахмутській трасі. З початку червня по 1 вересня відбувалась активна фаза оборони Луганського аеропорту, 14 червня при посадці в аеропорту «Луганськ» був збитий Іл-76. Загинуло 9 членів екіпажу та 40 десантників 25-ї ОПДБр.

## Зона Сектору «А»
Згідно з оприлюдненою картою лінії розмежування в зоні АТО Сектор А займає територію північних районів Луганської області. Після відступу українських військ 1 вересня з території аеропорту «Луганськ», захоплення бойовиками 27 жовтня 32-го блок-посту та 20 січня 31-го блок-посту лінія зіткнення проходить починаючи від українсько-російського кордону вздовж р. Сіверський Донець, біля с. Кримське, с. Новотошківське, с. Золоте, с. Оріхове (зазначені населені пункти контролюються Силами АТО).

## Сили Сектору «А»
Військове угруповання в Секторі «А» протягом АТО складалось в різний час з різних підрозділів силових відомств.
В боях за звільнення Луганської області були задіяні підрозділи Збройних сил та Міністерства оборони:
- 1-ша окрема танкова бригада
- 24-та окрема механізована бригада
- 25-та окрема Дніпропетровська повітрянодесантна бригада
- 80-та окрема аеромобільна бригада
- 92-га окрема механізована бригада
- 128-ма окрема гірсько-піхотна бригада
- 8-й окремий полк СпП

В Секторі А діє один з добровольчих підрозділів, що підпорядкований Міністерству оборони України — 24-й окремий штурмовий батальйон «Айдар» Сухопутних військ Збройних Сил України.
Також в Секторі А брали участь в бойових діях батальйони територіальної оборони, що згодом були переформовані на окремі мотопіхотні батальйони:
- 3-й БТрО «Воля»
- 12-й БТрО «Київ»
- 13-й БТрО «Чернігів-1»
- 15 БТрО «Суми»
- 16-й БТрО «Полтава»
- 17-й БТрО «Кіровоград»
- 22-й БТрО «Харків»
- 25-й БТрО «Київська Русь»
- 41-й БТрО «Чернігівщина»

Активну участь в боях з бойовиками і російськими військами брала Національна гвардія України. В боях біля 29-го блок-посту був задіяний батальйон «Донбас».
Охороною правопорядку в звільнених та прифронтових містах і селищах займались спецпідрозділи охорони громадського порядку МВС:
- Золоті Ворота
- Львів
- Шторм (брав участь в бою під Георгіївкою із російськими підрозділами Псковської десантної дивізії).
- Торнадо
- Батальйон поліції «Київ-2»
- Луганськ-1

Охорону державного кордону здійснюють підрозділи Державної прикордонної служби України.

## Бойові дії в Секторі «А»
Протягом літнього наступу сили АТО звільнили Новоайдар, Щастя, Слов'яносербськ, с. Металіст і вийшли на окраїни Луганська. Протягом липня були розблоковані підрозділи, що тримали оборону Луганського аеропорту — 25-а окрема повітряно-десантна бригада та 80-та окрема аеромобільна бригада. 20 липня підрозділи АТО увійшли до Рубіжного. 22 липня Сили АТО звільнили Сєвєродонецьк. 24 липня був звільнений Лисичанськ. В серпні Сили АТО спробували оточити Луганськ та перерізати маршрути постачання бойовиків: були взяті Станиця Луганська Лутугине, с. Георгіївка (смт), с. Хрящувате та с. Новосвітлівка (смт). Після наступу російських військ в кінці серпня підрозділи Сил АТО, що блокували Луганськ, змушені були відступити за р. Сіверський Донець. 1 вересня Сили АТО відступили з території Луганського аеропорту
Після підписання мінських домовленостей, в Секторі «А» українська сторона наступальних операцій не проводила. В той самий час бойовики здійснили атаки на блок-пости Сил АТО на Бахмутській трасі. Був захоплений 32-й блок-пост. Українські підрозділи зазнали значних втрат. Бойовики продовжували обстріли і спроби зайняти переправи через р. Сіверський Донець біля Щастя і Станиці Луганської
Після активізації бойових дій в січні 2015, в Секторі «А» бойовики захопили 31-й блокпост і с. Жолобок.

## Збиття Іл-76 у Луганську
14 червня при посадці в аеропорту «Луганськ» був збитий Іл-76. Загинуло 9 членів екіпажу та 40 десантників 25-ї окремої повітряно-десантної бригади.

## Командування
- (2014) генерал-майор Кравченко Володимир Анатолійович
- (2015) полковник Миронюк Володимир Якович